# Бендзинський (герб)
Бендзинський (пол. Będziński, Bendziński) - польський та український шляхетський герб часів Речі Посполитої. Варіація герба Билина, що був наданий королем Речі Посполитої під час нобілітації.

## Опис герба
Опис, відповідно до класичних правил блазонування:
У червоному полі геральдичного щита розташований золотий шпильковий (клиноподібний) хрест, розташований між трьома срібними підковами, на одній він знаходиться зверху, й розташований між двома іншими підковами з обох боків.
Нашоломник: срібна озброєна рука, що тримає меч, виринає з-за червоного полум'я. Намет червоний, підбитий сріблом.

## Історія
Наданий королем Речі Посполитої Войцеху та Миколі Бендзинським, військовим, у 1667 р.

## Роди
Гербом користувались шляхетні роди Польщі та України Бендзинських і Бедзинських.
Існує різновидність гербу: Зубчаста (Відколота) Билина - герб Чевоя (Czewoja).